# Jeanette Rose
Jeanette Marie Rose (1959) es una deportista británica que compitió en halterofilia. Ganó tres medallas en el Campeonato Europeo de Halterofilia entre los años 1990 y 1992.

## Palmarés internacional
| Campeonato Europeo | Campeonato Europeo              | Campeonato Europeo | Campeonato Europeo |
| Año                | Lugar                           | Medalla            | Categoría          |
| ------------------ | ------------------------------- | ------------------ | ------------------ |
| 1990               | Santa Cruz de Tenerife (España) | Medalla de plata   | 67,5 kg            |
| 1991               | Varna (Bulgaria)                | Medalla de oro     | 67,5 kg            |
| 1992               | Loures (Portugal)               | Medalla de plata   | 67,5 kg            |